# Javier Coronas Aguilar
Javier Coronas Aguilar (Barcelona, 27 de juny de 1969) és un showman i humorista català que actualment presenta el programa Ilustres ignorantes.

## Biografia
Va començar la seva carrera professional com a comunicador en emissores locals de Barcelona, fins que en 1993 es va traslladar a Saragossa. Allà, en 1997, va debutar en televisió amb el programa Qué viene el lobo, magazín presentat per Luis Larrodera a la cadena local Antena Aragón. En aquest programa, tenia un espai propi anomenat CCC (Cosas Curiosas de Coronas), amb seccions com Inglis is chupin, caricatura dels cursos d'anglès per televisió, i una altra de trucades telefòniques de broma, en una primera fase fent servir la guia telefònica i més endavant trucant a centres oficials i celebritats.
Ramón Arangüena, que va ser invitat al programa, va veure el talent de Coronas i el va portar a Lo + Plus al 2001, programa d'entrevistes de Canal +, on va assolir la fama a nivell nacional. El 2002 es va traslladar a Madrid i va començar a treballar també a Lo que es la vida de Radio Nacional d'Espanya. A l'any següent, donada la seva popularitat, Canal + li va encarregar el seu propi programa, + Te Vale XXL (2003-2005).
Al canal de Sogecable, Cuatro, Coronas es va fer càrrec de la presentació de programa Los 4 de Cuatro, que buscava mitjançant càstings nous rostres per a la cadena. D'altra banda, va presentar i dirigir l'esmentat programa + Te Vale XXL, versió allargada als dissabtes del programa del mateix títol, que compaginava els vídeos emesos al programa durant la setmana amb sketches d'humor escrits i protagonitzats pel mateix Coronas. Des de finals d'abril de 2006 va col·laborar a Nos pierde la fama, programa d'entreteniment i humor sobre l'actualitat dels famosos, així com al concurs presentat per Nico Abad, Soy el que más sabe de televisión en el mundo. Al setembre de 2006 es va unir a l'equip de Noche Hache, a la mateixa cadena.
Va publicar juntament amb el seu amic José Antonio Videgaín el seu primer llibre, No me cuentes cuentos (2004), i va ser el pregoner oficial de les Fiestas del Pilar de Saragossa aquell mateix any.
Javier Coronas es partícip del projecte de fotografia espontània: captura.org
Des de gener de 2008 fins a juny de 2011 va actuar en el programa d'humor Oregón Televisión, que emet Aragón Televisión, on donava vida a diferents personatges i rols en diversos sketches. El seu treball més conegut en el programa va ser el de presentador de la secció Curso de oregonés para foráneos.
A la temporada 2008-2009 va formar part de l'equip del programa de les tardes de Cuatro, Estas no son las noticias.
Des de novembre de 2008 presenta el programa d'humor Ilustres ignorantes juntament amb Javier Cansado i Pepe Colubi a Canal +.
El 2009 va publica un altre llibre, també amb el seu amic Videgaín, de títol Entrevistas post mortem (o no...).
Va col·laborar en els llibres Curso de oregonés para foráneos (gener de 2012) i Curs de oregonés para foráneos. Volumen 2, pues (novembre de 2012), també de Videgaín, on es recopilen els temes tractats a la secció homònima d'Oregon TV.
Des de febrer fins al maig de 2014 va presentar el talk show Alaska y Coronas (antiguo Torres y Reyes) juntament amb Alaska.
En setembre de 2014 s'incorpora al late show En el aire.
Des de 2016 col·labora al programa d'Andreu Buenafuente Late motiv.